# Amor (canción de Cristian Castro)
«Amor» es el título de una canción escrita e interpretada por el cantautor mexicano Cristian Castro y producida por Daniel Freiberg, incluida en su cuarto álbum de estudio de Castro, titulado El deseo de oír tu voz (1996). Fue lanzado el 27 de noviembre de 1995 por la empresa discográfica Fonovisa Records como sencillo principal del álbum. Se trata de una canción de pop rock acústico en la que el cantante le pide al amor que le dé una oportunidad. En Estados Unidos alcanzó la cima del Billboard Hot Latin Tracks y permaneció 11 semanas en esta posición. En 1996, terminó como la segunda canción latina con mejor interpretación del año en el país. "Amor" también alcanzó el número uno en las Billboard Latin Pop Airplay compiladas por la misma publicación. Un video musical de "Amor" fue filmado en Roma, Italia y dirigido por Castro, en el que el artista realiza varias acrobacias en la ciudad.

## Antecedentes y vídeo musical
Tras el lanzamiento de su tercer álbum de estudio El camino del alma (1994), Cristian Castro se tomó un descanso de la escena musical para estudiar cinematografía en la ciudad de Nueva York .  A finales de 1995, Castro mencionó que estaba ultimando material para su próximo álbum de estudio que grabó en la ciudad de Nueva York.  El 19 de enero de 1996 anunció el nombre de su próximo disco, El deseo de oír tu voz, que sería lanzado en el mismo mes.  "Amor" estuvo disponible como sencillo principal del álbum el 27 de noviembre de 1995.   Un vídeo musical que acompaña a la canción fue filmado en Roma, Italia y dirigido por Castro. Presenta a Castro vistiendo un sombrero de fieltro y un abrigo largo mientras realiza diversas acrobacias, como andar en bicicleta y una Vespa, hacer aeróbic y cantar en una orquesta de un solo hombre . 

## Música y letras
"Amor" fue escrita y compuesta por Castro y producida por Daniel Freiberg.  Respecto a la inspiración de la canción, Castro explicó en una entrevista con Billboard en 2011: "Escribí 'Amor' en Nueva York cuando vivía allí. Sentía ansiedad por el amor, algo que había estado sintiendo durante mucho tiempo. Allí Había cierta frustración y ganas de explorar temas románticos. Era 1995. Nueva York parecía el mejor lugar para examinar esos sentimientos". También explicó que la letra de "Amor" no trata sobre una mujer, sino "sobre pedirle al amor que me dé una oportunidad".  Musicalmente, la pista es descrita por John Lannert de Billboard como " rock acústico suave", mientras que el editor de Democrat and Chronicle, Manuel Rivera-Ortiz, señaló que presenta un "sonido pop-rock progresivo con un toque de ritmo de música country ".  

## Recepción
En Estados Unidos, "Amor" debutó en el número tres de la lista Billboard Hot Latin Tracks en la semana del 20 de enero de 1996 Encabezó la lista dos semanas después, reemplazando  "Si tú te vas" de Enrique Iglesias, y pasó 11 semanas consecutivas en esta posición hasta que fue reemplazada por la canción de Iglesias "Experiencia religiosa". una canción en la lista desde que Billboard comenzó a incorporar Nielsen Broadcast Data Systems en 1994 hasta que el récord fue batido un año después por "Enamorado por primera vez" de Iglesias  "Amor" terminó 1996 como la segunda canción latina con mejor interpretación. el año en el país detrás de "Un millón de rosas" de La Mafia  El tema también encabezó la lista de Latin Pop Songs en Estados Unidos  En 2014, fue nombrada la "Mejor Canción de Amor Latina de Todos". Time" de Judy Cantor-Navas de la revista Billboard .

## Listas
| Lista (1996)                       | Máxima posición |
| ---------------------------------- | --------------- |
| Estados Unidos (Hot Latin Songs)   | 1               |
| Estados Unidos (Latin Pop Airplay) | 1               |

| Lista (1996)                     | Posición |
| -------------------------------- | -------- |
| US Hot Latin Tracks (Billboard)  | 2        |
| US Latin Pop Airplay (Billboard) | 5        |

| Lista (2016)                   | Posición |
| ------------------------------ | -------- |
| US Hot Latin Songs (Billboard) | 45       |

## Sucesión en las listas
| Predecesor: «Si tú te vas» de Enrique Iglesias | U.S. Billboard Hot Latin Tracks — Sencillo N°. 1 3 de febrero de 1996 - 19 de abril de 1996 | Sucesor: «Experiencia religiosa» de Enrique Iglesias |

| Predecesor: «Si tú te vas» de Enrique Iglesias | U.S. Billboard Latin Pop Airplay — Sencillo N°. 1 3 de febrero de 1996 - 12 de abril de 1996 | Sucesor: «Estoy aquí» de Shakira |